# 宮武康夫
宮武 康夫（みやたけ やすお、1916年8月10日 - 2006年12月26日）は、日本の経営者。安田火災海上保険社長、会長を務めた。

## 経歴
香川県出身。1937年に高松高等商業学校を卒業し、同年に安田火災海上保険に入社。
1971年6月に取締役に就任し、1974年6月に常務、1977年7月に専務を経て、1978年7月に副社長に就任し、1980年7月には社長に昇格。1983年2月から同年8月までに会長を務めた。
経済団体連合会常任理事、講道館理事、全日本柔道連盟顧問も務めた。
2006年12月26日肺炎のために死去。90歳没。